# Шверин (Кёнигс-Вустерхаузен)
Шверин (нем. Schwerin) — община в Германии, в земле Бранденбург.
Входит в состав района Даме-Шпревальд. Подчиняется управлению Шенкенлендхен. Население составляет 630 человек (на 31 декабря 2010 года). Занимает площадь 6,69 км².
| Год  | Население |
| ---- | --------- |
| 2005 | 629       |
| 2010 | 637       |

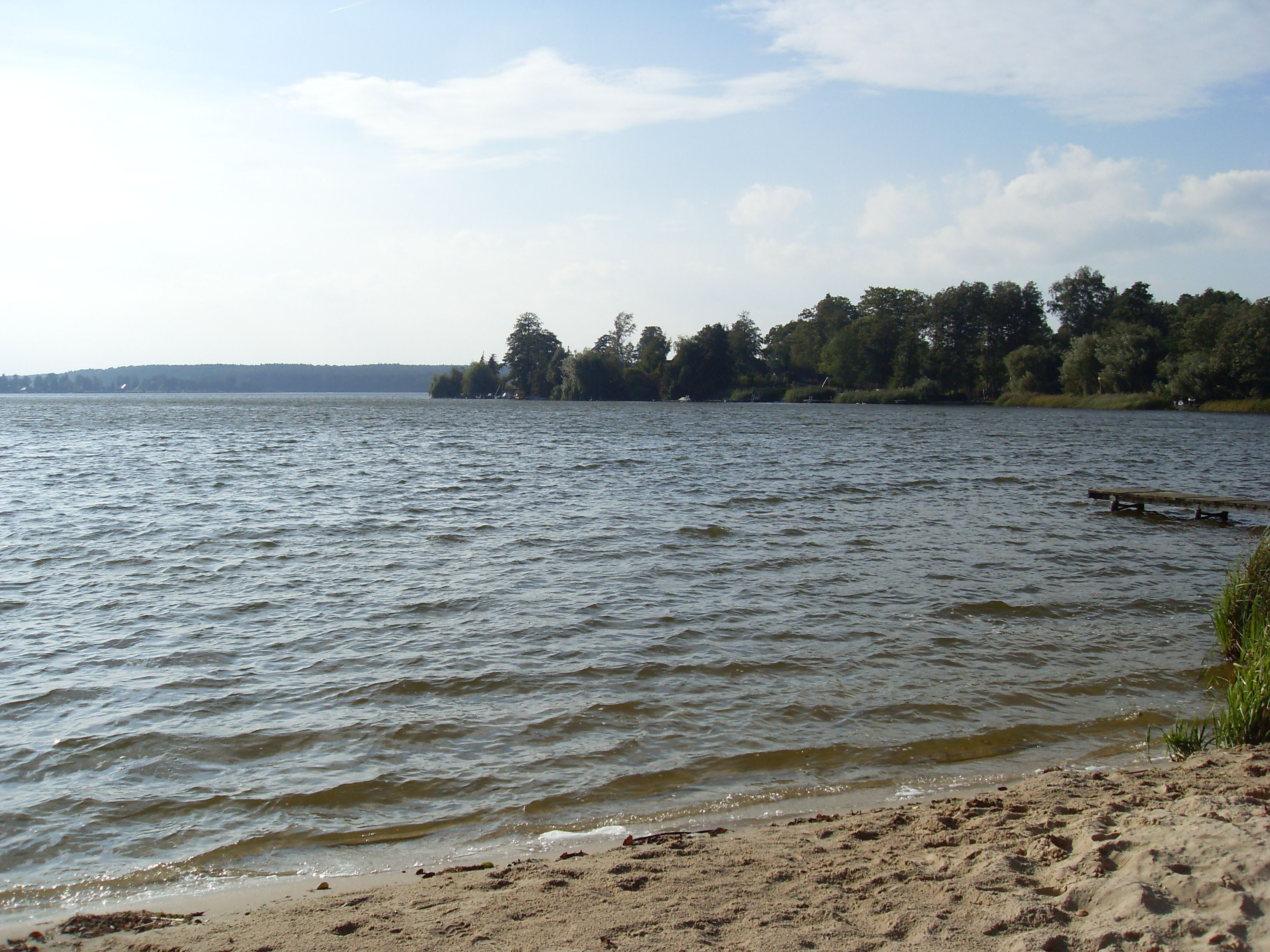
Badestelle am Teupitzer See
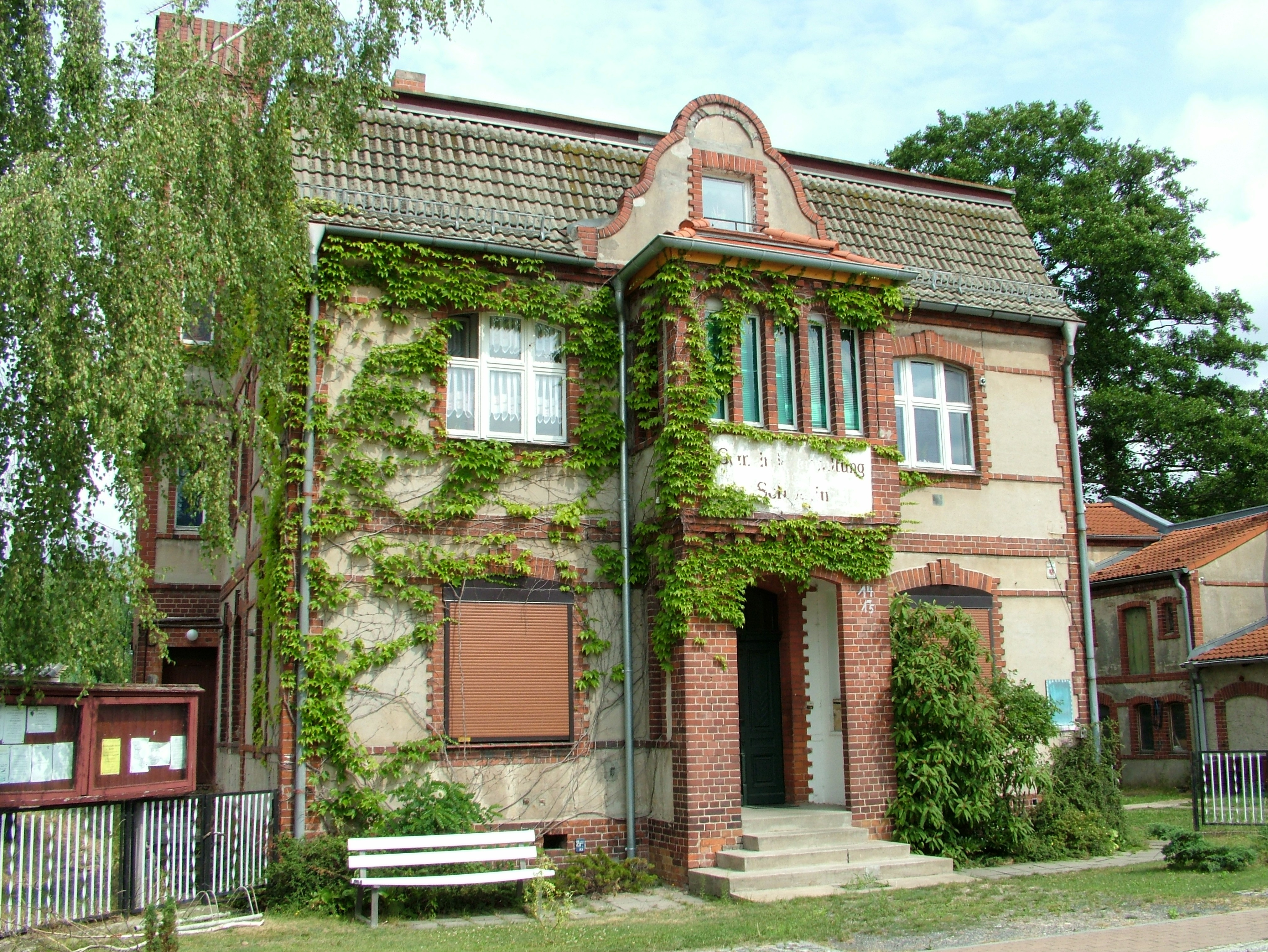
Шверин (Кёнигс-Вустерхаузен)